# Bad Schwanberg
Bad Schwanberg là một thị xã thuộc bang Steiermark, huyện Deutschlandsberg. Thị xã nằm ở sườn đông của dãy núi Koralpe bên sông Schwarze Sulm, một nhánh chính của sông Sulm.